# Volley-ball masculin aux Jeux panaméricains
Le volley-ball masculin aux Jeux panaméricains est une compétition sportive de volley-ball dont la première édition eut lieu en 1955. Au XXe siècle, elle est dominée par l'équipe de Cuba, l'équipe des États-Unis et l'équipe du Brésil qui totalisent ensemble vingt-deux des vingt-quatre places de finalistes.

## Palmarès
| Année | Lieu           | Champion   | Finaliste  | Troisième | Quatrième              |
| ----- | -------------- | ---------- | ---------- | --------- | ---------------------- |
| 1955  | Mexico         | États-Unis | Mexique    | Brésil    | République dominicaine |
| 1959  | Chicago        | États-Unis | Brésil     | Mexique   | République dominicaine |
| 1963  | São Paulo      | Brésil     | États-Unis | Argentine | Chili                  |
| 1967  | Winnipeg       | États-Unis | Brésil     | Cuba      | Mexique                |
| 1971  | Cali           | Cuba       | États-Unis | Brésil    | Venezuela              |
| 1975  | Mexico         | Cuba       | Brésil     | Mexique   | États-Unis             |
| 1979  | San Juan       | Cuba       | Brésil     | Canada    | Mexique                |
| 1983  | Caracas        | Brésil     | Cuba       | Argentine | États-Unis             |
| 1987  | Indianapolis   | États-Unis | Cuba       | Brésil    | Argentine              |
| 1991  | La Havane      | Cuba       | Brésil     | Argentine | États-Unis             |
| 1995  | Mar del Plata  | Argentine  | États-Unis | Cuba      | Venezuela              |
| 1999  | Winnipeg       | Cuba       | Brésil     | Canada    | Argentine              |
| 2003  | Saint-Domingue | Venezuela  | Cuba       | Brésil    | États-Unis             |
| 2007  | Rio de Janeiro | Brésil     | États-Unis | Cuba      | Venezuela              |
| 2011  | Guadalajara    | Brésil     | Cuba       | Argentine | Mexique                |
| 2015  | Toronto        | Argentine  | Brésil     | Canada    | Porto Rico             |
| 2019  | Lima           | Argentine  | Cuba       | Brésil    | Chili                  |
| 2023  | Santiago       | Brésil     | Argentine  | Colombie  | Cuba                   |

## Tableau des médailles
| Rang | Pays       | Médaille d'or, Amérique | Médaille d'argent, Amérique | Médaille de bronze, Amérique | Total |
| 2    | Brésil     | 5                       | 7                           | 5                            | 17    |
| 1    | Cuba       | 5                       | 5                           | 3                            | 13    |
| 3    | États-Unis | 4                       | 4                           | 0                            | 8     |
| 4    | Argentine  | 3                       | 1                           | 4                            | 8     |
| 5    | Venezuela  | 1                       | 0                           | 0                            | 1     |
| 6    | Mexique    | 0                       | 1                           | 2                            | 3     |
| 7    | Canada     | 0                       | 0                           | 3                            | 3     |
| 8    | Colombie   | 0                       | 0                           | 1                            | 1     |